# Cupido arctophonus
Cupido arctophonus är en fjärilsart som beskrevs av Bergstrasser 1770. Cupido arctophonus ingår i släktet Cupido och familjen juvelvingar. Inga underarter finns listade i Catalogue of Life.